# کوه راس
کوه راس (به انگلیسی: Mount Ross) یک کوه در ایالات متحده آمریکا است که در شهرستان واتکام، واشینگتن واقع شده‌است. کوه راس ۱٬۸۴۴٫۶۷ متر بالاتر از سطح دریا واقع شده‌است.